# Eugen Schmidt

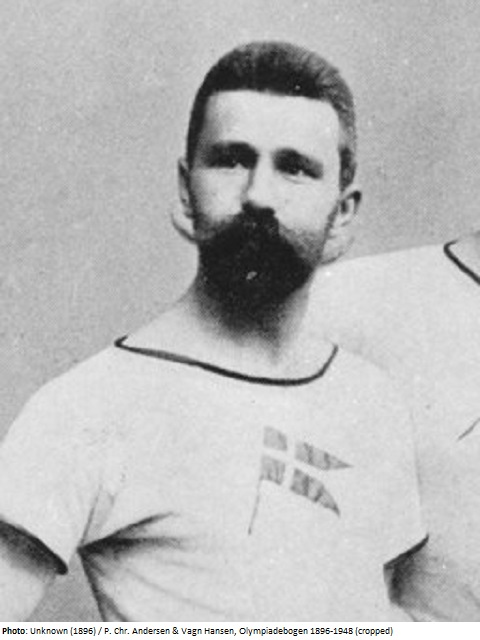
Eugen Schmidt foto antigua.

Eugen Stahl Schmidt (17 de febrero de 1862; 7 de octubre de 1931) fue un tirador y atleta danés que compitió en los Juegos Olímpicos de Atenas 1896 y en los Juegos Olímpicos de París 1900.
En el evento de rifle militar, en los Atenas 1896, Schmidt empató en la duodécima posición con Spiridon Stais, con 845 puntos. Schmidt acertó al blanco 12 veces en sus 40 disparos.
También compitió en la carrera de los 100 metros lisos del programa de atletismo, finalizando cuarto en su serie clasificatoria, sin poder avanzar a la final.
En París 1900, Schmidt fue uno de los miembros del equipo danés/sueco, ganador de la medalla de oro en cinchada.